# Freitas Filho
Francisco Alves Freitas Filho (Imperatriz, 14 de maio de 1948) é um empresário e político brasileiro. Filiado ao MDB, foi deputado federal pelo Maranhão em 1990 e deputado estadual pelo referido estado entre 1983 e 1987.
Em 1971 eleito vereador de Imperatriz-MA, reeleito em 1973 e 1977-1982 
Em 1982 foi eleito deputado estadual com 20.519 votos. 
Em 1986 foi eleito suplente deputado federal pelo Maranhão. com 16.392 votos.
Em 26 de junho de 1990, Francisco Alves Freitas Filho assumiu temporariamente a vaga de deputado federal pelo Maranhão na Câmara dos Deputados e só voltou à suplência em 27 de agosto com o retorno do titular.
Foi candidato a vice-prefeito de Imperatriz no ano de 1992 com Sebastião Madeira, não tendo sido eleito. 
Faleceu em 19/08/2001 em Imperatriz-MA. 